# Хасеґава Кіосі
Містить інформацію та переклади з відповідної статті в японській Вікіпедії
Адмірал Кіосі Хасеґава (長谷川 清, Hasegawa Kiyoshi, 7 травня 1883 — 2 вересня 1970) — адмірал Імператорського флоту Японії та 18-й генерал-губернатор Тайваню протягом більшої частини війни на Тихому океані, обіймав посаду з грудня 1940 по грудень 1944.

## Молодість і морська кар'єра
Другий син лікаря, Хасеґава, народився в селі Ясіро в районі Асува префектури Фукуї, яка нині входить до складу міста Фукуї. З раннього дитинства хлопчик мріяв приєднатися до флоту. У 1900 році він закінчив середню школу і 17 грудня вступив до Імператорської військово-морської академії Японії. 14 грудня 1903 року він зайняв шосте місце у своєму класі зі 173 осіб, отримав звання мічмана і приєднався до екіпажу крейсера «Матсусіма». 4 січня 1904 року він перейшов на лінкор «Ясіма». Оскільки Хасеґава закінчив навчання напередодні російсько-японської війни, його клас не здійснював звичайних далеких навігаційних тренувань, які відновилися лише після конфлікту. 23 травня Хасеґава був переведений на лінкор «Мікаса». Він отримав легкі поранення в битві на Жовтому морі 10 серпня, і 10 вересня був призначений прапорщиком. Беручи участь у вирішальній битві під Цусімою 27 травня 1905 року, Хасеґава отримав звання підпоручника 5 серпня. Він був поранений, коли Мікаса вибухнула і затонула в Сасебо 11 вересня. Потім він був призначений на крейсер «Ітсукусіма» і 15 лютого 1906 року вирушив у навчальний рейс, повернувшись до Сасебо 25 серпня. Він повернувся до Мікаси через п'ять днів після завершення її реконструкції. 23 лютого 1907 року Хасегава був призначений на есмінець Shirotae, а 25 вересня 1908 року отримав звання лейтенанта.
25 травня 1909 року Хасеґава вступив до Військово-морського військового коледжу як студент класу B, а 24 листопада вступив до морської торпедної школи. Закінчивши навчання 23 травня 1910 року, 25 травня його призначили на броненосний крейсер «Асама» командиром загону, а 24 червня — на «Касаґі». 16 жовтня він вирушив у круїз, який привів його до Гонолулу, Сан-Франциско та Акапулько, повернувшись до Японії 6 березня 1911 року. Призначений до штабу Другого флоту 11 березня, він був призначений інструктором торпедної школи військово-морського училища 1 грудня. 1 грудня 1912 року він вступив до Військово-морського коледжу як студент першого класу, а 1 грудня 1913 року отримав звання лейтенанта. 27 травня 1914 року він закінчив навчання, посівши друге місце у своєму класі з 16 осіб, і недовго командував міноносцем «Мікадзукі», перш ніж його призначили помічником адмірала Другого флоту.
Під час Першої світової війни Хасеґава брав участь в облозі Циндао в жовтні 1914 року. У лютому 1915 року він був призначений до відділу кадрів військово-морського міністерства, а 1 квітня 1916 року був призначений помічником секретаря міністра флоту та майбутнього прем'єр-міністра адмірала Като Томосабуро. 1 грудня 1917 року він був призначений помічником військово-морського аташе в посольстві Японії у Вашингтоні, округ Колумбія, а через рік отримав звання командира. Оскільки антияпонські та загальні настрої проти «жовтої небезпеки» залишалися високими, побоювання шпигунства спонукали службовців посольства заборонити використання японської мови в посольстві та говорити лише англійською; однак Хасеґава особисто вважав, що американці справді мали гідні мотиви. Він став хорошим другом з Ямамото Ісороку, його наступником на посаді військово-морського аташе. 20 березня 1919 року Хасеґава був підвищений до військово-морського аташе у Вашингтоні, а наступного року повернувся до Японії, відновивши службу у відділі персоналу військово-морського міністерства.
1 грудня 1922 року Хасеґава отримав звання капітана та призначений директором відділу персоналу. Наступного 1 листопада він був призначений до Генерального штабу Імператорського флоту Японії. Хоча Хасеґава мав розбіжності зі своїм начальником адміралом Като, вони підтримували гармонійні стосунки. Хасеґава також виступав за те, щоб дозволити всім кваліфікованим кандидатам вступати до Військово-морської академії та Військово-морського коледжу, незалежно від політичної приналежності. Це зміцнило його дружбу з колегою-капітаном і майбутнім віце-адміралом Терасімою Кеном (1882—1972); вони залишалися друзями до смерті Хасеґави. 10 листопада Хасеґава знову був призначений військово-морським аташе у Вашингтоні, повернувшись до Японії 15 квітня 1926 року. Йому було передано командування кораблем берегової оборони та колишнім крейсером «Ніссін» 1 травня, а 1 грудня він отримав командування «Наґато».
Хасеґава отримав звання контр-адмірала 1 грудня 1927 року і призначений командувачем військово- морського округу Йокосука. 1 вересня 1929 року він був призначений командиром 3-ї торпедної ескадри, а 30 листопада — командиром ескадри підводних човнів. Наступного року він був призначений керівником військово-морської політики у військово-морському міністерстві, а 1 грудня 1931 року призначений командиром військово-морського арсеналу Куре. Знову призначений до військово-морського генерального штабу в жовтні 1932 року, Хасеґава брав участь у Всесвітній конференції з роззброєння в Женеві з квітня по жовтень 1933 року. 1 грудня 1933 року він отримав звання віце-адмірала, а в травні 1934 року став віце-міністром військово-морського флоту.
У грудні 1936 року Хасеґава отримав командування флотом, а 20 жовтня 1937 року був призначений командувачем Третього флоту. Інцидент з Панаєм стався під час його перебування на посаді командувача флотом. Будучи головнокомандувачем Третього флоту в Китаї, Хасегава зустрівся з кількома китайськими адміралами та генералами, які поважали Хасеґаву за його коректну поведінку. 25 квітня 1938 року йому знову призначили командувати військово-морським округом Йокосука, а 1 грудня 1939 року він отримав звання повного адмірала.

## Генерал-губернатор Тайваню
1 травня 1940 року Хасеґава був призначений військовим радником, а 27 листопада — 18-м генерал-губернатором Тайваню; Хоча було прийнято, щоб генерал-губернаторами були військові офіцери у відставці, військово-морський міністр Косіро Оікава наполягав на тому, щоб Хасеґава залишався на дійсній службі. Хасеґава прибув до Тайхоку (Тайпей) 16 грудня. Розповідається анекдот про те, що на офіційній церемонії привітання нового генерал-губернатора; він підняв служницю в пориві радості і посадив її собі на коліна, чим здивував багатьох присутніх. Під час перебування Хасеґави на посаді генерал-губернатора було створено підготовчий курс для Імперського університету Тайхоку та посилено обов'язкову початкову освіту. На Тайвані він керував радикальним рухом комінка (японізація), якому сприяв його попередник, Кобаясі Сейзо, який хотів замінити тайванську народну релігію японським синтоїзмом. 30 грудня 1944 року він залишив свій пост і повернувся до Японії.

## Пізніше морська кар'єра
Хасеґава розглядався як кандидат на посаду військово-морського міністра в новому кабінеті Судзукі Кантаро; натомість він був призначений генеральним інспектором Імператорського флоту і з 1 червня 1945 року очолив відділ, що проводив дослідження передових морських технологій. Офіс продовжував функціонувати до капітуляції Японії 15 серпня. Разом з усіма іншими імперськими офіцерами він пішов у резерв 30 листопада після більш ніж чотирьох десятиліть служби.

## Повоєнний
Наприкінці 1946 року разом з багатьма іншими провідними політиками та військовими командирами Хасеґава був заарештований американською окупаційною владою як підозрюваний у військових злочинцях класу А. Оскільки він був командувачем військово-морськими силами в Китаї під час інциденту Панай, його допитали офіцери штабу. Однак Хасеґава приніс офіційні вибачення американським і британським офіцерам; вразивши суд своєю чесністю, він був виправданий. Після його звільнення з в'язниці Сугамо 14 січня 1947 року, у 1951 році він брав участь у дорадчому комітеті, що складався з колишніх офіцерів Імператорського флоту Японії, щоб наглядати за формуванням Японських морських сил самооборони.
Хасеґава помер у Камакурі на 25-й річниці закінчення Другої світової війни у віці 87 років. Його могила знаходиться на кладовищі Камакуре Рейен.

## Почесті
- Великий Кордон Ордену Священного Скарбу (29 квітня 1934 р.)
- Великий Кордон Ордена Висхідного Сонця (13 серпня 1938)
- Орден Золотого змія 1-го ступеня (4 квітня 1942)